# Hygroamblystegium calcareum
Hygroamblystegium calcareum är en bladmossart som beskrevs av Hiroshi Kanda 1975 [1976. Hygroamblystegium calcareum ingår i släktet Hygroamblystegium och familjen Amblystegiaceae. Inga underarter finns listade i Catalogue of Life.